# Claudia Jennings
Jean Bell Gloria Root
Connie Kreski Sharon Clark
Claudia Jennings (de son vrai nom Mary Eileen Chesterton) née le 20 décembre 1949 à Saint Paul (Minnesota), décédée le 3 octobre 1979 à Malibu (Californie) est une actrice américaine, modèle de charme à ses débuts, connue dans les années 1970 comme « la Reine des séries B » (The Queen of the Bs)

## Biographie
Née le 20 décembre 1949 à Saint Paul (Minnesota), « Mimi » Chesterton s'installe avec sa famille à Richmond dans l'Indiana puis à Evanston près de Chicago, où elle poursuit sa scolarité au lycée. Son père est vendeur et sa mère professeure.
Réceptionniste pour le magazine de charme Playboy, elle prend le pseudonyme de Claudia Jennings quand elle est choisie comme playmate du mois en novembre 1969 puis comme playmate de l'année 1970 (photographies de Pompeo Posar). À cette occasion elle fait la couverture du numéro de juin 1970 et reçoit, outre son cachet et parmi d'autres cadeaux, une voiture Mercury Capri de couleur rose « Playmate ».
Après cette période, elle entame une carrière d'actrice pour des films de série B et pour la télévision au début des années 1970. Ses rôles, souvent plutôt dévêtus, lui valent rapidement une réputation de starlette culte de drive-in. Elle incarne la plupart du temps une femme dure à cuire, au volant de puissantes et rapides mécaniques, de la moto au camion,.
Elle tient notamment le premier rôle féminin dans Deathsport aux côtés de David Carradine. Elle a de brèves liaisons avec Warren Beatty, Ron Wood ou Keith Richards, et plus durables avec Bobby Hart puis avec le directeur immobilier de Beverly Hills, Stan Herman
En 1976, elle tient un petit rôle (non crédité) dans L'Homme qui venait d'ailleurs de Nicolas Roeg, aux côtés de David Bowie avec qui elle vit quelque temps,. Elle se perd peu à peu dans la cocaïne, le sexe et la fête.
Elle auditionne avec brio pour remplacer Kate Jackson sur Drôles de dames, mais son image sulfureuse dissuade la production de la retenir.
Deux mois et demi avant son trentième anniversaire, elle est victime d’un accident automobile : sur la Pacific Coast Highway, elle s’assoupit un matin au volant de son cabriolet Volkswagen Coccinelle, qui traverse le terre-plein central et percute un camion,. Elle meurt quelques minutes plus tard, alors que les secours tentent de la désincarcérer. Elle se rendait chez son ex-compagnon, le styliste de mode Stan Herman (en), pour y récupérer ses affaires. Il semble qu'elle avait depuis quelques mois pris la décision de rompre avec la drogue pour tenter d'embrasser une carrière cinématographique plus classique. L'autopsie ne révèle aucune trace de substances hallucinogènes dans son corps au moment de l'accident. Elle est incinérée et ses cendres dispersées dans l'océan.

## Apparitions dans les numéros spéciaux de Playboy
- Playboy's Playmates - The Second Fifteen Years (1984)
- Playboy's Playmates of the Year (novembre-décembre 1986)
- Playboy's Holiday Girls (novembre-décembre 1987)
- Playboy's 100 Beautiful Women (novembre 1988)
- Playboy's 50 Beautiful Women (1989)
- Playboy's Nude Celebrities (juillet 1995)
- Playboy's Pocket Playmates v1n5 (1970-1965) (1996)
- Playboy's Sexy Latin Ladies (mai 1997)
- Playboy's Book of Lingerie (novembre-décembre 1997)
- Playboy's Centerfolds Of The Century (avril 2000)
- Playboy's Playmates of the Year (décembre 2000)

## Filmographie

### Cinéma
- 1971 - Love Machine : Darlene
- 1971 - Jud : Sunny
- 1972 - Trampa mortal : (rôle féminin principal)
- 1972 - Unholy Rollers (en) : Karen Walker (rôle principal)
- 1972 - The Stepmother : Rita
- 1973 - The Single Girls (en), diffusé aussi sous les titres de Bloody Friday et Private School : Allison (rôle principal)
- 1973 - 40 Carats de Milton Katselas : Gabriella
- 1973 - Group Marriage de Stephanie Rothman : Elaine
- 1974 - Les Marais de la haine ('Gator Bait) de Beverly Sebastion : Désirée Thibodeau (rôle principal)
- 1974 - Willy and Scratch : Jennifer
- 1974 - Truck Stop Women (en), en français Ça cogne et ça rigole chez les routiers : Rose (rôle principal)
- 1976 - L'Homme qui venait d'ailleurs : la femme de Peter (non créditée)
- 1976 - Sisters of Death (en) : Judy (rôle principal féminin)
- 1976 - Dynamite Girls (The Great Texas Dynamite Chase) de  Michael Pressman  : Candy Morgan (rôle principal)
- 1977 - Moonshine County Express (en) : Betty Hammer
- 1978 - Les Gladiateurs de l'an 3000 : Deneer
- 1979 - Fast Company de David Cronenberg : Sammy (rôle principal féminin)

### Télévision
- 1971 - L'homme de fer (épisode The Professionals) : Maralyn
- 1973 - Barnaby Jones (épisode To Denise, with Love and Murder) : Denise Fraser
- 1973 - The Brady Bunch (épisode Adios, Johnny Bravo) : Tami Cutler
- 1974 - Sur la piste du crime (épisode Deadly Ambition) : Judith Grinnell
- 1974 - Cannon (épisodes Lady in Red et Bobby Loved Me) : Susan Williams, Leona Wilson
- 1974 - Le Justicier (épisode The Truck Murders) : Peggy
- 1975 - L'aventure est au bout de la route (épisode Ransom) : Ann
- 1975 - Caribe (épisode School for Killers) : Jean Benedict
- 1976 - Les Rues de San Francisco (épisode Underground) : Evie
- 1979 - Robert (épisode Bank Job) : Barbara Rice